# Chrześcijański Kościół Wysp Cooka
Chrześcijański Kościół Wysp Cooka (ang. Cook Islands Christian Church, CICC) – największa chrześcijańska wspólnota  na Wyspach Cooka. Zaliczany jest do rodziny Kościołów reformowanych. Ma około 18 tysięcy członków, należy do niego blisko połowa mieszkańców Wysp Cooka. Ma swoje zbory w Australii i w Nowej Zelandii.
Chrześcijański Kościół Wysp Cooka ma 54 zbory i 74 pastorów. Od 1975 roku jest członkiem Światowej Rady Kościołów.